# Paidia vestita
Paidia vestita är en fjärilsart som beskrevs av Jacob Hübner 1803. Paidia vestita ingår i släktet Paidia och familjen björnspinnare. Inga underarter finns listade i Catalogue of Life.